# Nati nel 1995/Luglio
| Questa pagina contiene informazioni ricavate automaticamente dalle voci biografiche con l'ausilio del template Bio e di un bot. L'aggiornamento è periodico e automatico e ricostruisce completamente la pagina. Se manca una persona in questa lista, sei pregato di non aggiungerla, ma accertati piuttosto che la sua voce biografica contenga il template Bio e che i dati anagrafici siano correttamente compilati. Se il template Bio manca, inseriscilo tu stesso o, in alternativa, metti l'avviso {{tmp\|Bio}} che ne segnala la mancanza. Se i dati riportati sono sbagliati, correggi direttamente la voce biografica; le modifiche saranno visibili in questa lista entro pochi giorni. Per chiarimenti vedi il progetto biografie. La lista contiene solo le 423 persone che sono citate nell'enciclopedia e per le quali è stato implementato correttamente il template Bio. Pagina aggiornata al 18 ago 2025. |

- 1º luglio - Komnen Andrić, calciatore serbo
- 1º luglio - Boli Bolingoli-Mbombo, calciatore belga
- 1º luglio - Henry Caruso, cestista e allenatore di pallacanestro statunitense
- 1º luglio - Élie Gesbert, ciclista su strada francese
- 1º luglio - Lena Häcki, biatleta svizzera
- 1º luglio - Lee Tae-yong, rapper e compositore sudcoreano
- 1º luglio - Onkabetse Makgantai, calciatore botswano
- 1º luglio - Ron Marinaccio, giocatore di baseball statunitense
- 1º luglio - Duane Muckette, calciatore trinidadiano
- 1º luglio - Ebenezer Ofori, calciatore ghanese
- 1º luglio - Alessandro Pessot, ex ciclista su strada italiano
- 1º luglio - Krzysztof Piątek, calciatore polacco
- 1º luglio - Brandon Russell, militare e terrorista statunitense
- 1º luglio - Savvy Shields, modella statunitense
- 1º luglio - Tommy Sweeney, giocatore di football americano statunitense
- 1º luglio - Maxim Vasilioglu, lottatore rumeno
- 1º luglio - Mustafa Yusupov, calciatore kirghiso
- 1º luglio - Ygor Catatau, ex calciatore brasiliano
- 2 luglio - Felipe Araújo, cantante brasiliano
- 2 luglio - Enis Bardi, calciatore macedone
- 2 luglio - Jorge Cori Tello, scacchista peruviano
- 2 luglio - Evin Demirhan, lottatrice turca
- 2 luglio - Skyler Flatten, cestista statunitense
- 2 luglio - Dominik Kahun, hockeista su ghiaccio tedesco
- 2 luglio - Ryan Murphy, nuotatore statunitense
- 2 luglio - Marc Navarro, calciatore spagnolo
- 2 luglio - Ruth B, cantautrice canadese
- 2 luglio - Albert Vallci, calciatore austriaco
- 2 luglio - Lucas Veríssimo, calciatore brasiliano
- 2 luglio - Megumu Yoshida, nuotatrice artistica giapponese
- 2 luglio - Jana Zinkevyč, politica ucraina
- 3 luglio - Daniele Bagozza, snowboarder italiano
- 3 luglio - Mohammed Bassim, calciatore palestinese
- 3 luglio - Jon Bautista, calciatore spagnolo
- 3 luglio - Luminosa Bogliolo, ostacolista italiana
- 3 luglio - Maria Lindblad Christensen, calciatrice danese
- 3 luglio - Bali Coulibaly, cestista ivoriano
- 3 luglio - Quentin Daubin, calciatore francese
- 3 luglio - Juan Escobar, calciatore paraguaiano
- 3 luglio - Felipe Fraga, pilota automobilistico brasiliano
- 3 luglio - Loris Frasca, ginnasta francese
- 3 luglio - Pablo Agustín González Ferrón, calciatore uruguaiano
- 3 luglio - Jonathan González, calciatore ecuadoriano
- 3 luglio - Janice Griffith, attrice pornografica statunitense
- 3 luglio - Rifet Kapić, calciatore bosniaco
- 3 luglio - Emircan Koşut, cestista turco
- 3 luglio - Derrick Luckassen, calciatore olandese
- 3 luglio - Mike Maignan, calciatore francese
- 3 luglio - Louis Samson, calciatore tedesco
- 3 luglio - Gorka Santamaría, calciatore spagnolo
- 3 luglio - Mario Vilella Martínez, ex tennista spagnolo
- 3 luglio - Kōya Yuruki, calciatore giapponese
- 3 luglio - Przemysław Żołnierewicz, cestista polacco
- 4 luglio - Malik Amine, lottatore statunitense
- 4 luglio - Alejandro Berenguer, calciatore spagnolo
- 4 luglio - Demarcus Christmas, giocatore di football americano statunitense
- 4 luglio - Rodrigo Gastón Díaz, calciatore uruguaiano
- 4 luglio - Chiara Eusebio, calciatrice italiana
- 4 luglio - Johann André Forfang, saltatore con gli sci norvegese
- 4 luglio - Vanessa Herzog, pattinatrice di velocità su ghiaccio e pattinatrice di velocità in-line austriaca
- 4 luglio - James Igbekeme, calciatore nigeriano
- 4 luglio - Post Malone, cantautore, rapper e produttore discografico statunitense
- 4 luglio - Sebit Bruno Martinez, calciatore sudsudanese
- 4 luglio - Luca Mattivi, ex hockeista su ghiaccio italiano
- 4 luglio - Bautista Merlini, calciatore argentino
- 4 luglio - Junior Morias, calciatore giamaicano
- 4 luglio - Soumaïla Ouattara, calciatore burkinabé
- 4 luglio - Alexandra Pomales, attrice e ballerina statunitense
- 4 luglio - Simone Ravanelli, ex ciclista su strada italiano
- 4 luglio - Daley Sinkgraven, calciatore olandese
- 5 luglio - Valentin Belon, ex calciatore francese
- 5 luglio - Luca Ceccaroli, calciatore sammarinese
- 5 luglio - Randi Goteni, calciatore congolese (Repubblica del Congo)
- 5 luglio - Dolev Haziza, calciatore israeliano
- 5 luglio - James Davis Borikó, calciatore spagnolo
- 5 luglio - Youssouf Koné, calciatore maliano
- 5 luglio - Nenass, calciatore capoverdiano
- 5 luglio - Pan Zhenqi, cestista cinese
- 5 luglio - Baby Lasagna, cantautore, chitarrista e produttore discografico croato
- 5 luglio - Carlos Enrique Rentería, calciatore colombiano
- 5 luglio - Giovanni Simeone, calciatore argentino
- 5 luglio - Sandro Simonet, sciatore alpino svizzero
- 5 luglio - Pusarla Sindhu, giocatrice di badminton indiana
- 5 luglio - Marquis Wright, cestista statunitense
- 6 luglio - Carlos Áñez, calciatore boliviano
- 6 luglio - Samuele Campo, calciatore svizzero
- 6 luglio - Daniel Celea, calciatore rumeno
- 6 luglio - Eric Comrie, hockeista su ghiaccio canadese
- 6 luglio - Lovro Cvek, calciatore croato
- 6 luglio - Thomas Deruette, ex ciclista su strada belga
- 6 luglio - Lucas Dias, cestista brasiliano
- 6 luglio - Alex Leever, ex sciatore alpino statunitense
- 6 luglio - Jairus Lyles, ex cestista statunitense
- 6 luglio - Mario López Quintana, calciatore paraguaiano
- 6 luglio - Mehdy Ngouama, cestista francese
- 6 luglio - Noah Skaalum, cantante danese
- 6 luglio - Silvia Turani, rugbista a 15 italiana
- 6 luglio - Victor Wernersson, calciatore svedese
- 7 luglio - Lorik Boshnjaku, calciatore kosovaro
- 7 luglio - Alexander Brunst, calciatore tedesco
- 7 luglio - Su'a Cravens, giocatore di football americano statunitense
- 7 luglio - Cameron Dawson, calciatore inglese
- 7 luglio - Ivan Đorić, calciatore serbo
- 7 luglio - Chloe Greenfield, attrice statunitense
- 7 luglio - Devon Hall, cestista statunitense
- 7 luglio - Yago Henrique Severino dos Santos, calciatore brasiliano
- 7 luglio - Ko Jin-young, golfista sudcoreana
- 7 luglio - Tommaso Laquintana, cestista italiano
- 7 luglio - Thibaut Lesquoy, calciatore belga
- 7 luglio - Stipe Perica, calciatore croato
- 7 luglio - Nicolás Previtali, calciatore argentino
- 7 luglio - Pablo Sisniega, calciatore messicano
- 7 luglio - Sondre Solholm Johansen, calciatore norvegese
- 7 luglio - Dawid Szymonowicz, calciatore polacco
- 8 luglio - Tom Barlow, calciatore statunitense
- 8 luglio - Marc Cardona, calciatore spagnolo
- 8 luglio - Marek Havlík, calciatore ceco
- 8 luglio - Ryan Hedges, calciatore gallese
- 8 luglio - Charada Imraporn, cantante e attrice thailandese
- 8 luglio - Elvir Koljić, calciatore bosniaco
- 8 luglio - Johan Löfberg, cestista svedese
- 9 luglio - Alex Beddoes, mezzofondista cookese
- 9 luglio - Oderah Chidom, cestista statunitense
- 9 luglio - Oxana Corso, atleta paralimpica italiana
- 9 luglio - José Devecchi, calciatore argentino
- 9 luglio - Georgie Henley, attrice cinematografica britannica
- 9 luglio - Marko Janković, calciatore montenegrino
- 9 luglio - Aaron McEneff, calciatore irlandese
- 9 luglio - João Palhinha, calciatore portoghese
- 9 luglio - Michael Petrasso, calciatore canadese
- 9 luglio - Sandro Ramírez, calciatore spagnolo
- 9 luglio - Andreja Stevanović, cestista serbo
- 9 luglio - Renzo Tjon-A-Joe, nuotatore surinamese
- 9 luglio - Iftah Ziv, cestista israeliano
- 10 luglio - Trayvon Bromell, velocista statunitense
- 10 luglio - Kaden Elliss, giocatore di football americano statunitense
- 10 luglio - Pia Fink, fondista tedesca
- 10 luglio - Ada Hegerberg, calciatrice norvegese
- 10 luglio - Dor Hugi, calciatore israeliano
- 10 luglio - Christophe Jougon, calciatore francese
- 10 luglio - Lu Shanglei, scacchista cinese
- 10 luglio - Edymar Martínez, modella venezuelana
- 10 luglio - Dominik Mašek, calciatore ceco
- 10 luglio - Keaton McCargo, sciatrice freestyle statunitense
- 10 luglio - Wendell Rudath, calciatore namibiano
- 10 luglio - Anton Čyčkan, calciatore bielorusso
- 11 luglio - Joseph Athale, calciatore francese
- 11 luglio - Joey Bosa, giocatore di football americano statunitense
- 11 luglio - Nikita Hajkin, calciatore russo
- 11 luglio - Blu Hunt, attrice statunitense
- 11 luglio - Émilien Jacquelin, biatleta francese
- 11 luglio - Nemanja Jakšić, calciatore serbo
- 11 luglio - Vitalij Lyscov, calciatore russo
- 11 luglio - Dakota Mathias, cestista statunitense
- 11 luglio - Benito Ramírez, calciatore spagnolo
- 11 luglio - Kemoko Turay, giocatore di football americano statunitense
- 11 luglio - Ivan Čiškala, giocatore di calcio a 5 russo
- 11 luglio - Luděk Šeller, fondista ceco
- 12 luglio - Mason Alexander Park, attrice statunitense
- 12 luglio - Samantha Bromberg, tuffatrice statunitense
- 12 luglio - Amandine Buchard, judoka francese
- 12 luglio - K.J. Carta-Samuels, giocatore di football americano statunitense
- 12 luglio - Paul-Lou Duwiquet, cestista francese
- 12 luglio - Parker Jackson-Cartwright, cestista statunitense
- 12 luglio - Süleyman Karadeniz, lottatore turco
- 12 luglio - Elias Martello Curzel, calciatore brasiliano
- 12 luglio - Marcos Montiel, calciatore uruguaiano
- 12 luglio - Domen Novak, ciclista su strada sloveno
- 12 luglio - Bailey Ober, giocatore di baseball statunitense
- 12 luglio - Yohio, cantautore svedese
- 12 luglio - Luke Shaw, calciatore inglese
- 12 luglio - Sora Shiina, attrice pornografica giapponese
- 12 luglio - Moses Simon, calciatore nigeriano
- 12 luglio - Morayo Soluade, cestista britannico
- 12 luglio - Jordyn Wieber, ex ginnasta statunitense
- 12 luglio - Behnam Yakhchali, cestista iraniano
- 12 luglio - Michael Zetterer, calciatore tedesco
- 13 luglio - Cody Bellinger, giocatore di baseball statunitense
- 13 luglio - Glenn Bijl, calciatore olandese
- 13 luglio - Ulrikke Brandstorp, cantante norvegese
- 13 luglio - Vitto Brown, cestista statunitense
- 13 luglio - Vilde Bøe Risa, calciatrice norvegese
- 13 luglio - Danté Exum, cestista australiano
- 13 luglio - Zharnel Hughes, velocista britannico
- 13 luglio - The Japanese House, cantante britannica
- 13 luglio - Liao Qiuyun, sollevatrice cinese
- 13 luglio - Benoit Mbala, cestista camerunese
- 13 luglio - Griedge Mbock Bathy, calciatrice francese
- 13 luglio - Momar Ndoye, cestista senegalese
- 13 luglio - Charly Pontens, cestista francese
- 13 luglio - Ri Un-chol, calciatore nordcoreano
- 13 luglio - Dalton Risner, giocatore di football americano statunitense
- 13 luglio - Adrián Spörle, calciatore argentino
- 13 luglio - Emir Sulejmanović, cestista bosniaco
- 13 luglio - Sandie Toletti, calciatrice francese
- 13 luglio - Xu Jiujing, pallavolista cinese
- 14 luglio - Harrison Butker, giocatore di football americano statunitense
- 14 luglio - Fernandocosta, rapper spagnolo
- 14 luglio - Serge Gnabry, calciatore tedesco
- 14 luglio - Federico Mattiello, calciatore italiano
- 14 luglio - Daniel Popa, calciatore rumeno
- 14 luglio - Brayden Schnur, tennista canadese
- 14 luglio - Fred Tissot, calciatore francese
- 14 luglio - Brayan Véjar, calciatore cileno
- 14 luglio - Ryōma Yamamoto, triplista giapponese
- 15 luglio - Fitsum Alemu, calciatore etiope
- 15 luglio - Christine Allado, attrice e cantante filippina
- 15 luglio - Kennedy Amutenya, calciatore namibiano
- 15 luglio - Allegra Botteghi, cestista italiana
- 15 luglio - Dario Caviezel, snowboarder svizzero
- 15 luglio - Matt Grimes, calciatore inglese
- 15 luglio - Corentin Jean, calciatore francese
- 15 luglio - İrfan Kahveci, calciatore turco
- 15 luglio - Luke Kornet, cestista statunitense
- 15 luglio - Mauro Manotas, calciatore colombiano
- 15 luglio - Claudia Muschio, soprano italiano
- 15 luglio - Solomon Udo, calciatore nigeriano
- 16 luglio - CKay, cantante nigeriano
- 16 luglio - Conner Frankamp, cestista statunitense
- 16 luglio - Kortney Hause, calciatore inglese
- 16 luglio - Silvia Scalia, nuotatrice italiana
- 16 luglio - Kailen Sheridan, calciatrice canadese
- 16 luglio - Torstein Træen, ciclista su strada norvegese
- 16 luglio - Hendrik Weydandt, ex calciatore tedesco
- 17 luglio - Beyza Arıcı, pallavolista turca
- 17 luglio - Islomjon Bakhromov, lottatore uzbeko
- 17 luglio - Zakarias Berg, lottatore svedese
- 17 luglio - Raffaele Buzzi, combinatista nordico italiano
- 17 luglio - Wanderson de Jesus Martins, calciatore brasiliano
- 17 luglio - Ashley Carty, giocatore di snooker inglese
- 17 luglio - Raheem Edwards, calciatore canadese
- 17 luglio - Jessy Gálvez López, calciatore belga
- 17 luglio - Mina Fürst Holtmann, sciatrice alpina norvegese
- 17 luglio - Dani Iglesias, calciatore spagnolo
- 17 luglio - Jack Leitch, calciatore scozzese
- 17 luglio - Rémy Mertz, ciclista su strada belga
- 17 luglio - Michela Moioli, snowboarder italiana
- 17 luglio - Gytis Radzevičius, cestista lituano
- 17 luglio - Mason Rudolph, giocatore di football americano statunitense
- 17 luglio - Alice Wood, ex ciclista su strada e ex ciclocrossista britannica
- 17 luglio - Zulfiandi, calciatore indonesiano
- 17 luglio - Timotej Záhumenský, calciatore slovacco
- 18 luglio - Maryna Bech-Romančuk, lunghista e triplista ucraina
- 18 luglio - Denílson Pereira Júnior, calciatore brasiliano
- 18 luglio - Kristian Eriksen, calciatore norvegese
- 18 luglio - Jalé Hervey, pallavolista statunitense
- 18 luglio - Christopher Ibayi, calciatore francese
- 18 luglio - Joaquín Ibáñez, calciatore argentino
- 18 luglio - Steve Ishmael, giocatore di football americano statunitense
- 18 luglio - Aleksandar Jovičić, calciatore bosniaco
- 18 luglio - Gautier Lloris, calciatore francese
- 18 luglio - Gabrielle Jordão Portilho, calciatrice brasiliana
- 18 luglio - Nedim Remili, pallamanista francese
- 18 luglio - Sui Wenjing, pattinatrice artistica su ghiaccio cinese
- 18 luglio - Isabelle Weidemann, pattinatrice di velocità su ghiaccio canadese
- 18 luglio - Maria Eduarda Francelino da Silva, calciatrice brasiliana
- 19 luglio - Manuel Akanji, calciatore svizzero
- 19 luglio - María José Alvarado, modella honduregna († 2014)
- 19 luglio - Ilaria Borghesi, calciatrice italiana
- 19 luglio - Thōmas Iōannou, calciatore cipriota
- 19 luglio - Lukáš Kalvach, calciatore ceco
- 19 luglio - Sondre Laugsand, giocatore di calcio a 5 e calciatore norvegese
- 19 luglio - Iván Ledezma, calciatore cileno
- 19 luglio - Chiquinho, calciatore portoghese
- 19 luglio - Yohan Mannone, calciatore francese
- 19 luglio - Matt Miazga, calciatore statunitense
- 19 luglio - Tonći Mujan, calciatore croato
- 19 luglio - Marija Paseka, ex ginnasta e allenatrice di ginnastica artistica russa
- 19 luglio - Marko Rog, calciatore croato
- 19 luglio - Romee Strijd, supermodella olandese
- 19 luglio - Sara Tounesi, rugbista a 15 italiana
- 19 luglio - Danijel Đorđić, giocatore di football americano serbo
- 20 luglio - Dan Biton, calciatore israeliano
- 20 luglio - Shaquem Griffin, ex giocatore di football americano statunitense
- 20 luglio - Shaquill Griffin, giocatore di football americano statunitense
- 20 luglio - Lee Ya-hsuan, tennista taiwanese
- 20 luglio - Enrica Lupo, calciatrice italiana
- 20 luglio - Dylan Mertens, calciatore olandese
- 20 luglio - Jevaughn Minzie, velocista giamaicano
- 20 luglio - Abdelrahman Mohamed, judoka egiziano
- 20 luglio - Mateusz Rudyk, pistard polacco
- 20 luglio - Moussa Sanoh, calciatore olandese
- 20 luglio - Sarah Wilhite, pallavolista statunitense
- 21 luglio - Hind Ben Abdelkader, cestista belga
- 21 luglio - Øystein Bråten, sciatore freestyle norvegese
- 21 luglio - Gabriel Báez, calciatore argentino
- 21 luglio - Sanne van Dijke, judoka olandese
- 21 luglio - Sam Hardy, canottiere australiano
- 21 luglio - Kalle Järvilehto, snowboarder finlandese
- 21 luglio - Emma Lind, calciatrice svedese
- 21 luglio - Erick Mendonça, giocatore di calcio a 5 portoghese
- 21 luglio - Robson Azevedo da Silva, calciatore brasiliano
- 21 luglio - Aylin Sarıoğlu, pallavolista turca
- 21 luglio - Jill Svensson, cantante svedese
- 21 luglio - Margaux Vigié, ciclista su strada francese
- 21 luglio - Julián Vitale, calciatore argentino
- 21 luglio - Corliss Waitman, giocatore di football americano belga
- 21 luglio - Melissa Wijfje, pattinatrice di velocità su ghiaccio olandese
- 21 luglio - Luke Woodland, calciatore filippino
- 21 luglio - Branco van den Boomen, calciatore olandese
- 22 luglio - Karen Aslanian, lottatore armeno
- 22 luglio - Junior Assoumou, calciatore francese
- 22 luglio - Perris Benegas, ciclista di BMX statunitense
- 22 luglio - Anežka Drahotová, marciatrice e mezzofondista ceca
- 22 luglio - Ezekiel Elliott, giocatore di football americano statunitense
- 22 luglio - Adnan Golubović, calciatore sloveno
- 22 luglio - Armaan Malik, cantante indiano
- 22 luglio - Tiziano Mazzone, pallavolista italiano
- 22 luglio - Marília Mendonça, cantante, cantautrice e musicista brasiliana († 2021)
- 22 luglio - Taras Miščuk, canoista ucraino
- 22 luglio - Aubrey Modiba, calciatore sudafricano
- 22 luglio - Fernando Núñez, calciatore argentino
- 22 luglio - Jonathan Owens, giocatore di football americano statunitense
- 22 luglio - Barbara Rutz, schermitrice polacca
- 22 luglio - Jonathan Scherzer, calciatore austriaco
- 22 luglio - Aleksandar Vukotić, calciatore serbo
- 22 luglio - Ruslan Šaveddinov, attivista, giornalista e blogger russo
- 23 luglio - Hwasa, cantante, ballerina e personaggio televisivo sudcoreana
- 23 luglio - Leonardo Koutrīs, calciatore greco
- 23 luglio - Skander Mansouri, tennista tunisino
- 23 luglio - Thomas Ramos, rugbista a 15 francese
- 23 luglio - Arthur Rinderknech, tennista francese
- 23 luglio - Samuli Samuelsson, velocista finlandese
- 23 luglio - Javier Sequeyra, calciatore argentino
- 23 luglio - Faryl Smith, soprano e cantante britannica
- 23 luglio - Anna Strolenberg, politica olandese
- 23 luglio - Aina Suzuki, doppiatrice e cantante giapponese
- 24 luglio - Kellyn Acosta, calciatore statunitense
- 24 luglio - Montravius Adams, giocatore di football americano statunitense
- 24 luglio - Kyle Kuzma, cestista statunitense
- 24 luglio - José Ignacio Nogués, cestista spagnolo
- 24 luglio - Irina Pando, calciatrice svizzera
- 24 luglio - Adam Ramstedt, cestista svedese
- 24 luglio - Maximilian Scheib, pilota motociclistico cileno
- 24 luglio - Frederikke Thøgersen, calciatrice danese
- 25 luglio - Elton Acolatse, calciatore olandese
- 25 luglio - Carlotta Antonelli, attrice italiana
- 25 luglio - Rubén Blanco, calciatore spagnolo
- 25 luglio - Brandon Borrello, calciatore australiano
- 25 luglio - Byron Castillo, calciatore colombiano
- 25 luglio - Luka Đurović, cestista montenegrino
- 25 luglio - Alvin Kamara, giocatore di football americano statunitense
- 25 luglio - Natal'ja Leščyk, ginnasta bielorussa
- 25 luglio - Leandro Lino, giocatore di calcio a 5 brasiliano
- 25 luglio - Nate Mason, cestista statunitense
- 25 luglio - Luís Miquissone, calciatore mozambicano
- 25 luglio - Niv Misgav, cestista israeliano
- 25 luglio - Maria Sakkarī, tennista greca
- 25 luglio - Marvin Smith, cestista statunitense
- 25 luglio - Dušan Stević, calciatore serbo
- 25 luglio - Ken Vuagnoux, snowboarder francese
- 25 luglio - Ilse van der Zanden, calciatrice olandese
- 25 luglio - Karlo Žganec, cestista croato
- 26 luglio - Tessa Blanchard, wrestler statunitense
- 26 luglio - Tarik Cohen, ex giocatore di football americano statunitense
- 26 luglio - Petr Cornelie, cestista francese
- 26 luglio - Jole Galli, sciatrice freestyle e ex sciatrice alpina italiana
- 26 luglio - Julian Gualtieri, ex cestista sammarinese
- 26 luglio - Dino Hotić, calciatore sloveno
- 26 luglio - Marco Ilaimaharitra, calciatore malgascio
- 26 luglio - Kai James, cestista statunitense
- 26 luglio - Pierre Kunde, calciatore camerunese
- 26 luglio - Romuald Morency, cestista francese
- 26 luglio - Keanu Neal, giocatore di football americano statunitense
- 26 luglio - Cecilia Sala, giornalista italiana
- 26 luglio - Marial Shayok, cestista canadese
- 26 luglio - Etienne Vaessen, calciatore olandese
- 26 luglio - Xavier Woods, giocatore di football americano statunitense
- 26 luglio - In Mo Yang, violinista sudcoreano
- 27 luglio - Cees Bol, ciclista su strada olandese
- 27 luglio - Hugo Boumous, calciatore francese
- 27 luglio - Jasmine Fiorano, ex sciatrice alpina italiana
- 27 luglio - Jesper Hellström, triplista svedese
- 27 luglio - Cecilia Jiménez, nuotatrice artistica spagnola
- 27 luglio - Milton Karisa, calciatore ugandese
- 27 luglio - Okan Kocuk, calciatore turco
- 27 luglio - Shaquille Leonard, giocatore di football americano statunitense
- 27 luglio - Desirè Marconi, calciatrice italiana
- 27 luglio - Pasquale Mazzocchi, calciatore italiano
- 27 luglio - Adalberto Mondesí, giocatore di baseball statunitense
- 27 luglio - Ben Niemann, giocatore di football americano statunitense
- 27 luglio - Viktor Poletaev, pallavolista russo
- 27 luglio - Mercedes Russell, cestista statunitense
- 27 luglio - Sergej Trofimov, pattinatore di velocità su ghiaccio russo
- 27 luglio - Andy Van Vliet, cestista belga
- 28 luglio - Charlotte Beaumont, attrice britannica
- 28 luglio - Angela Bundalovic, attrice danese
- 28 luglio - Tobias Carlsson, calciatore svedese
- 28 luglio - Nickel Chand, calciatore figiano
- 28 luglio - Logan Cooke, giocatore di football americano statunitense
- 28 luglio - Briadam Herrera, tuffatore statunitense
- 28 luglio - Brian Mieres, calciatore argentino
- 28 luglio - Zoltán Perl, cestista ungherese
- 28 luglio - Ányelo Rodríguez, calciatore uruguaiano
- 28 luglio - Coleman Shelton, giocatore di football americano statunitense
- 28 luglio - Renato Tapia, calciatore peruviano
- 28 luglio - Maximilian Ugrai, cestista tedesco
- 29 luglio - MacArthur Arakaza, calciatore burundese
- 29 luglio - Guðrún Arnardóttir, calciatrice islandese
- 29 luglio - Marcos Barbeiro, calciatore saotomense
- 29 luglio - Carlos Cuesta, allenatore di calcio spagnolo
- 29 luglio - Jhonder Cádiz, calciatore venezuelano
- 29 luglio - Quinten Hermans, ciclista su strada e ciclocrossista belga
- 29 luglio - Justin Leon, cestista statunitense
- 29 luglio - Brian Pintado, marciatore ecuadoriano
- 29 luglio - Dorin Rotariu, calciatore rumeno
- 29 luglio - Juninho, calciatore brasiliano
- 30 luglio - Elías Alderete, calciatore argentino
- 30 luglio - Mike Boone, giocatore di football americano statunitense
- 30 luglio - Anton Dukač, slittinista ucraino
- 30 luglio - Izi, rapper italiano
- 30 luglio - Hirving Lozano, calciatore messicano
- 30 luglio - Nélson Monte, calciatore portoghese
- 30 luglio - Taren Sullivan, cestista statunitense
- 31 luglio - Beatrice Arnera, attrice e cantante italiana
- 31 luglio - David Blough, ex giocatore di football americano statunitense
- 31 luglio - Willem Brandwijk, cestista olandese
- 31 luglio - Victoria Carl, fondista tedesca
- 31 luglio - Ricardo Ceceña, attore televisivo e cantante messicano
- 31 luglio - Theo Ryuki, ex calciatore giapponese
- 31 luglio - Isa Pereira, giocatrice di calcio a 5 portoghese
- 31 luglio - Salvador Sánchez, calciatore argentino
- 31 luglio - Lil Uzi Vert, rapper e cantante statunitense